# Atwima Nwabiagya
Atwima Nwabiagya jest jednym z 21 dystryktów w regionie Aszanti. Leży w zachodniej części regionu i zajmuje obszar około 294,84 km². Stolicą dystryktu jest Nkawie.

## Topografia
Topografia dystryktu jest zróżnicowana. Przeciętna wysokość terenu wynosi około 77 m n.p.m. Najwyższe punkty w dystrykcie znajdują się na obszarze Barekese i Tabere.
Na głównych rzekach Offin i Owabi zbudowano zapory Owabi i Barekese, z których rurociągami dostarczana jest woda do miasta Kumasi i jego okolic, w dystrykcie płynie też kilka strumieni między innymi Kobi i Dwahyen.

## Charakterystyka demograficzna
Całkowita populacja dystryktu, według spisu z roku 2000 wynosiła 129,375 mieszkańców
Gęstość zaludnienia wynosi 439 osób na km². Dystrykt jest największy w regionie po metropolii Kumasi i Kwabre.
Dystrykt ma przeważnie charakter miejski, 64.0% ludności żyje w obszarach miejskich, a tylko 36.0% populacji mieszka w obszarach wiejskich.
Miasta w dystrykcie: Barekese, Atwima Koforidua, Asuofua, Asenamaso, Kuma, Toase, Akropong.
Dominującą etniczną grupą w dystrykcie jest Akan (77.4%), drugą główną grupą etniczną jest Mole Dagbon (9.1%), w skład której wchodzą ludy Ewe (2.9%) oraz Gurma, Busanga, Guan stanowiące 10.6% ludności.

## Przynależność religijna
Chrześcijaństwo jest dominującą religią w dystrykcie (75.7%), kolejne to islam (13.2%), tradycyjne religie afrykańskie (1.3%) i  inne (0.9%), 9% ludności nie przyznaje się do żadnej z nich.

## Edukacja i ochrona zdrowia
W dystrykcie jest 60 przedszkoli i żłobków, 90 szkół podstawowych, 57 gimnazjów  i 4 szkoły średnie. Jedna ze średnich szkół zapewnia kursy techniczne. Są też 4 szkoły zawodowe szkolące rzemieślników, krawców i informatyków zlokalizowane w Nerebehi, Sepaase, Maakro i Toase.
Dystrykt ma 1 szpital w Nkawie Toase, 4 ośrodki zdrowia, 4 kliniki, 6 prywatnych domów położniczych, 3 prywatne kliniki i 40 osób personelu tradycyjnego rodzenia.